# Hans-Christian Wehtje
Hans-Christian Wehtje, född 8 december 1926 i Malmö, död 30 juli 2003, var en svensk lantmästare och godsägare. 
Wehtje, som var son till Ernst Wehtje och Britta Elfverson, avlade studentexamen i Malmö 1945, utexaminerades från Malmö handelsgymnasium 1946 och avlade lantmästarexamen i Alnarp 1951. Han var förvaltare på Ellinge slott vid Eslöv 1951–1964 och Elinelunds gård i Limhamn 1958–1964 samt ägare av Ellinge slott och arrendator av Elinelunds gård från 1965. Han var styrelsesuppleant i AB Carl Engström från 1964, Eslövs sparbank från 1964 (huvudman från 1954), Göteborgs Siporexfabrik AB från 1965, Dalby Siporexfabrik AB från 1966, styrelseledamot i AB Nordisk värme Sana från 1965. Han var ledamot av kommunalfullmäktige i Harrie landskommun från 1955, skolstyrelsen från 1956 och kommunalnämnden från 1960.